# Gens Carpinacia
La gens Carpinacia (en latín: Carpinatia) fue una familia romana hacia el final de la República. Es más conocida por un solo individuo, Lucio Carpinacio, uno de los publicanos de Sicilia durante el gobierno de Verres, con quien tuvo mucha intimidad. Cicerón lo describe como pro-magister, o subdirector de los publicanos, y lo llama un segundo Timarchides, refiriéndose a uno de los principales agentes de Verres en sus robos y opresiones.